# Rhinocorynura capitata
Rhinocorynura capitata är en biart som först beskrevs av Jesus Santiago Moure 2001.  Rhinocorynura capitata ingår i släktet Rhinocorynura och familjen vägbin. Inga underarter finns listade i Catalogue of Life.